# 阿尔瓦雷斯龙属
阿尔瓦雷斯龙（屬名：Alvarezsaurus，發音：/ˌælvərɛzˈsɔːrəs/，意為「阿尔瓦雷斯的蜥蜴」）或译阿瓦拉慈龙，是一屬阿尔瓦雷斯龙科的虛骨龍類恐龍，生存於約8600萬至8300萬年前的白堊紀晚期，分佈範圍相當於現在的阿根廷巴塔哥尼亞地区北部。估計身長1-1.4米，體重约3千克或相当于一只火鸡。化石出土於巴霍德拉卡帕组，並於1991年由古生物學家何塞·波拿巴命名、發表，模式種兼唯一種是卡氏阿尔瓦雷斯龙（Alvarezsaurus calvoi），屬名紀念阿根廷历史学家格雷戈里奥·阿尔瓦雷斯（Gregorio Alvarez）。

## 發現与研究

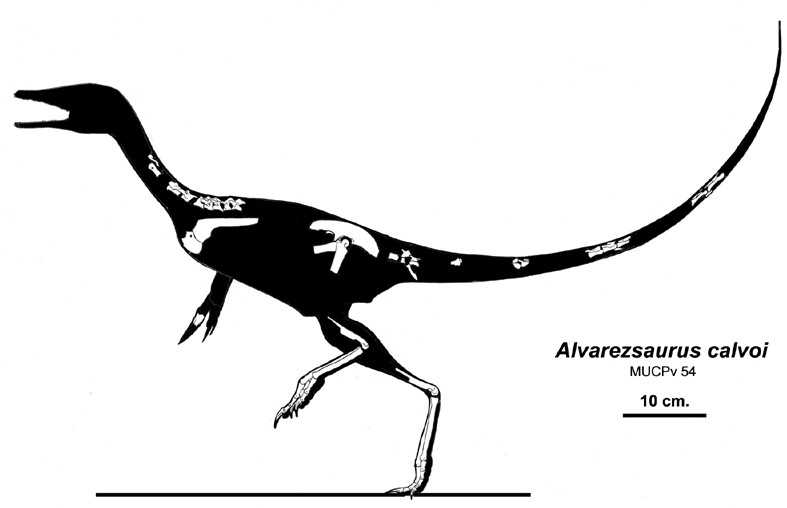
已知部位

古生物学家豪尔赫·奥尔兰多·卡尔沃在1986年取得地质学学士学位后来到国立科马韦大学，他的第一项工作就是勘探大学校园及城市的岩石，这些白垩纪岩石的调查结果非常特别，它们与一个很小的动物群落一致。1989 年 3 月的一天上午，卡尔沃决定在内乌肯河南岸进行调查。起先他发现的最多的是骨骼碎片，然而，在博卡德尔萨波（Boca del Sapo）一根灯柱旁边有一块 5 厘米长的骨头。清理掉部分遮盖的岩石后，他发现这是一条具有中空骨头动物的腿。他给化石划定了界限，并于下午将化石发掘出来。部分材料在大学博物馆进行了处理，非常精细的部分则送到布宜诺斯艾利斯作进一步的处理。卡尔沃将这些研究材料送给了他的教授波拿巴博士，以感谢他的教导。后来，波拿巴博士在1991年描述了这个物种卡氏阿尔瓦雷斯龙（Alvarezsaurus calvoi），属名纪念阿根廷历史学家格雷戈里奥·阿尔瓦雷斯（Gregorio Alvarez），种名则致谢了发现者豪尔赫·卡尔沃。

## 描述

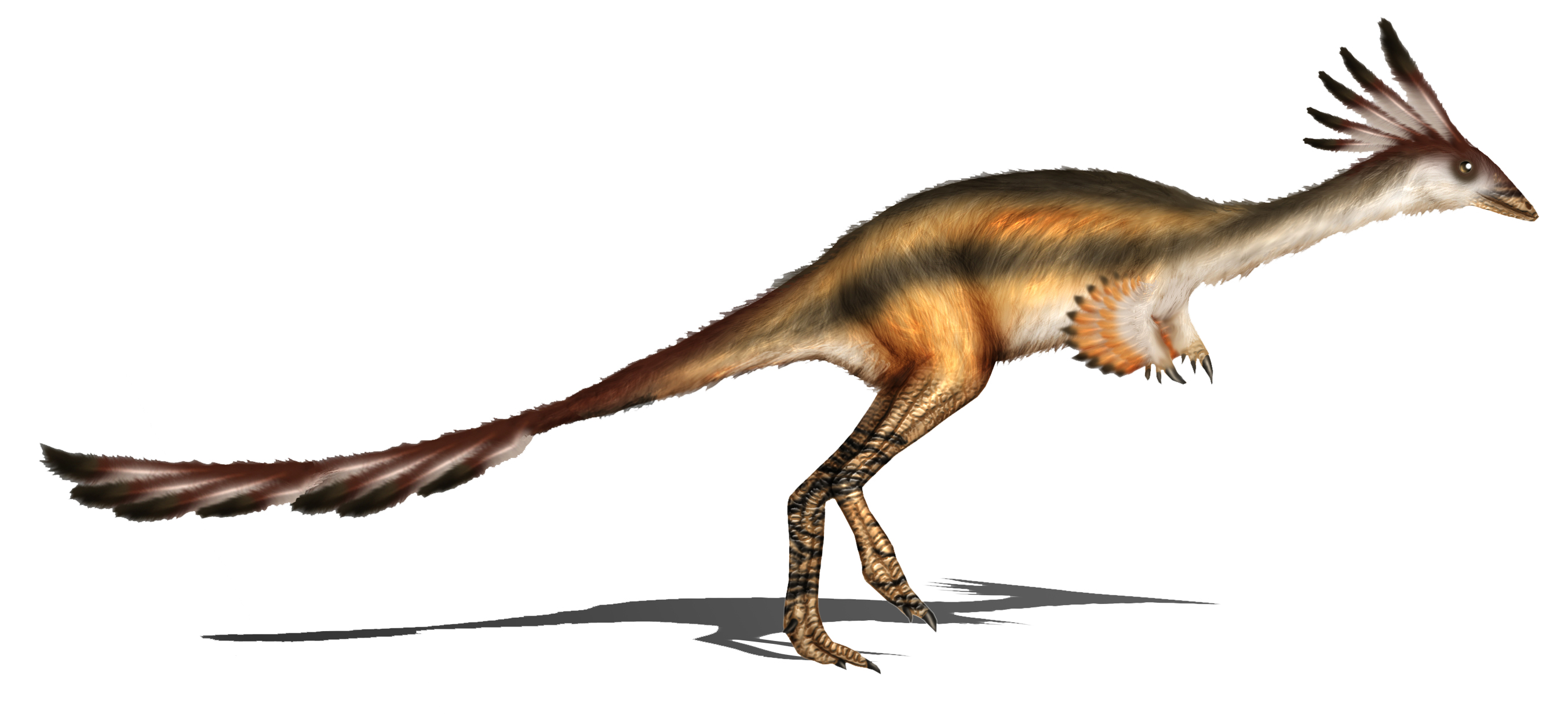
復原圖

阿尔瓦雷斯龙的正模標本 MUCPv 54出土於巴霍德拉卡帕组約8500萬年前桑托期的層位，是具缺乏頭骨的部分骨骼，包括六节頸椎、五节背椎、三节薦椎、十三节尾椎、一個肩胛骨、一個手爪、一個髂骨、股骨上段、脛骨下段、一塊腓骨、距骨、跟骨、完整的足部。阿尔瓦雷斯龙以雙足行走，如同其他輕型獸腳類，它有著长尾巴，腿部結構也顯示它擅於快速奔馳。最近端尾椎銳利的椎體腹側，其橫突呈半三角形且朝外，同樣可見於其他阿尔瓦雷斯龙科物種（如鳥面龍）。阿尔瓦雷斯龙尾椎的棘突完全没有或发育不良，每个尾椎的前关节突都很短。阿尔瓦雷斯龙的肩胛骨明显弯曲，在比例上小于其他阿尔瓦雷斯龙科同类，而且与它的近亲不同，阿尔瓦雷斯龙没有融合的距骨和跟骨。它的独特之处在于其第三跖骨是最长的，其次是异常长的第四跖骨。2010年格雷戈里·S·保罗估計其體重3千克及體長1米。
巴霍德拉卡帕组的環境是個有泻湖的沿海平原，阿尔瓦雷斯龙棲息於有沙丘的乾燥地帶，这个地层主要由不同颜色的沙岩组成说明存在河流。現今論點認為阿尔瓦雷斯龙可能以蟲類為食，其短而有利的拇指爪用來挖掘蟻丘、或剝下樹皮來抓取樹中的幼蟲，善于奔跑的体型可能帮助它捕捉蜥蜴及小型哺乳动物等为食。阿尔瓦雷斯龙可能存在羽毛覆盖着它的身体，使它能够在低温环境中保暖。

## 分類
阿尔瓦雷斯龙被認為是阿尔瓦雷斯龙科中相對基干的物種，比其他更著名的成员如單爪龍及鳥面龍還要原始。早期研究中阿尔瓦雷斯龙曾被反复归为非鸟兽脚类恐龙或早期鸟类，但将阿尔瓦雷斯龙科认定为更接近鸟纲的理论被证明是有争议的。過去曾认为巴塔哥尼亞地区的阿尔瓦雷斯龙（包括阿尔瓦雷斯龙、巴塔哥尼亚爪龙、阿基里斯龙）是本科里最原始的类群，直到新疆發現更为原始簡手龍。

## 大眾文化
探索頻道的《恐龍星球》（Dinosaur Planet）中出現阿尔瓦雷斯龙獵食幼年薩爾塔龍及企图窃取萨尔塔龙蛋的镜头，但這兩種實際存在的年代相差至少1300万年。

## 外部鏈接
- Natural History Museum, London